# Kostis Palamas
Kostis Palamas, řecky Κωστής Παλαμάς (13. leden 1859, Patra – 27. únor 1943, Athény) byl novořecký spisovatel a literární kritik, autor textu Hymny olympijských her Ύμνος των Ολυμπιακών Αγώνων (1895, hudbu složil Spyridon Samaras).

## Život
Studoval v Mesolongi, později přesídlil do Athén, kde se živil jako novinář. Později začal učit na nově založené Athénské univerzitě. Roku 1930 se stal předsedou Athénské akademie. Byl dvakrát nominován na Nobelovu cenu za literaturu.
Jeho pohřeb během druhé světové války se stal velkou národní manifestací proti německé okupaci. Zúčastnilo se ho sto tisíc lidí a smuteční řeč pronesl básník Angelos Sikelianos.

## Dílo
Byl průkopníkem nových básnických směrů v řecké literatuře, klíčovou postavou generace 80. let 19. století, jeden ze zakladatelů literárního hnutí Nová athénská škola. Bojoval za průnik moderní řečtiny do všech oblastí společnosti a za to, aby se lidová řečtina (dimotiki) stala jazykem literárním (hovořilo se též o tzv. dimotickém hnutí).
Zpočátku vycházel z folklórních tradic, zejména ve sbírce Ta tragudia tis patridos mu (Písně mé vlasti). Později se přiklonil k parnasismu a ještě později k symbolismu. Jeho básně jsou silně vlastenecké, typická je v tom například skladba O dodekalogos tu gyftu (Dvanáct zpěvů cikána), kde cikán je symbolem Řeka kočujícího staletími. V básni I flojera tu vasilia (Císařova flétna) volal po obnovení řeckého státu. Psal i povídky, např. I thanatos tu palikariu (Smrt junáka) a divadelní hry (Trisevgene).